# 吉美前列素
吉美前列素是前列腺素E1的一種類似物，常用於治療產科出血，也可與米非司酮一起用於24周內懷孕者墮胎。